# Definición (taxonomía)
En taxonomía, los taxónomos utilizan el término "definición" para indicar los límites de un taxón formal o de un concepto taxonómico. También hay taxónomos que definen "la definición del nombre" de un taxón en un Código dado.
- En el Código de Zoología (pero no en los demás Códigos), por "definición" de un taxón hacen referencia a una descripción exhaustiva de sus caracteres expresados en palabras, de ella se extraería la "circunscripción". El término "descripción" es el utilizado en los demás Códigos cuando no se arriesga que ésta puede contener la circunscripción.

- En los demás Códigos de nomenclatura (Botánica y Bacterias), un taxón está definido por su  (1) circunscripción, (2) posición taxonómica y (3) rango. Los Códigos en uso derivan la definición de taxón de la taxonomía linneana de la que hacen uso.

- GG Simpson utiliza definición como sinónimo de diagnosis.[1] Algunos autores pueden mencionar los taxones "definidos por su circunscripción". El término "delimitación" o "límites", cuando no se hacen aclaraciones, suele hacer referencia al concepto de circunscripción.

- Algunos autores (por ejemplo T Cavalier-Smith[2]) utilizan "definición" -sin adjetivos- como sinónimo de "concepto taxonómico", el concepto que justifica la creación del taxón, que relaciona los organismos del taxón más con los demás organismos del taxón que con los organismos fuera del taxón. Por ejemplo puede decir que "Plantae se define por la adquisición del cloroplasto". En particular la escuela cladista, que se caracteriza por su "filosofía taxonómica" basada en conceptos de taxón monofiléticos, puede hacer comentarios del tipo "los taxones se definen por sus relaciones cladísticas" o sobre las "definiciones cladísticas" del taxón (en los taxones supraespecíficos), a veces utilizando como sinónimo "relaciones filogenéticas" o "definiciones filogenéticas", si bien el último adjetivo otros autores prefieren evitarlo por claridad debido a que es un concepto más amplio que relaciones cladísticas (ver cladogénesis).

- A las dos anteriores (a las que pueden llamar "definición por intension") se agrega la "definición por extensión", como la forma de definir los taxones listando cada uno de los organismos que los componen,[3] o cada uno de los subtaxones que lo componen, si es que éstos están a su vez definidos por los organismos que los componen. Algunos autores llaman "relaciones extensionales" de un taxón a lo que otros llamarían las propiedades que emergen de un "taxón natural" (p.ej. T Cavalier-Smith) o un "taxón predictivo" (p.ej. Judd et al. 2007).

- K de Queiroz como la voz más difundida del PhyloCode donde propone adjuntar los nombres formales a las "definiciones cladísticas" (por él llamado definiciones filogenéticas) del taxón nombrado, en lugar de a un espécimen o subtaxón tipo, llama la "definición del nombre" del taxón a su establecimiento unido a este nuevo "tipo" formado por las relaciones cladísticas expresadas cuando el nombre es establecido (no todos los autores utilizan esta definición amplia de tipo), lo que él llama definir el nombre con el taxón mismo. Una definición del nombre Asteraceae podría ser "el clado que se deriva del ancestro común más reciente de Barnadesia y Aster".[4] Sus definiciones de taxón (intensional, extensional y ostensiva) se encuentran en de Queiroz (1992[5]).